# 中国人民大学
中国人民大学（ちゅうごくじんみんだいがく、拼音: Zhōngguó Rénmín Dàxué、Renmin University of China）は、北京市海淀区に本部を置く中国の副部級大学である。人文科学・社会科学を中心とする総合大学として、985工程、211工程、双一流の成員校に指定されている。略称は「人民大学」、「人大」。

## 概要
所在地は北京市海淀区の中関村大街59号。優れた学術環境であり、中国のシリコンバレーと呼ばれる中関村にも隣接している。
社会科学や人文科学における数多くの大学プログラム、大学院プログラムなどを提供しており、それらの分野については中国でも有数の学校であり、中国教育界においてリーダー的な役割を担っている。
法学、国際関係学、商学、経済学、新聞学、金融学、歴史学、管理学などは、中華人民共和国教育部によって、全国の重点科目（A＋）と格付けられている。「世界一流の人文大学」を目指すと共に、中国の伝統文化をも大切にしている。孔子文化研究院など国家の人文研究拠点が設けられており、さらには、2005年発足の中国初の国学院は、全国規模で伝統文化研究のブームを呼んでいたという。

艾瑞深中国校友会ネットが編集、科学出版社が出版する『2018中国大学評価研究方向---中国高考志願填報指南（校友会版）』の中国大学ランキングで中国人民大学は、北京大学、清華大学、浙江大学、復旦大学に続く第5位となっている。また、清華大学、北京大学と共に「8つ星大学」の栄誉に輝き「世界一流大学」の仲間入りをしている。寄付総額でも清華大学、北京大学と並ぶ「20億元クラブ」に名を連ねている。

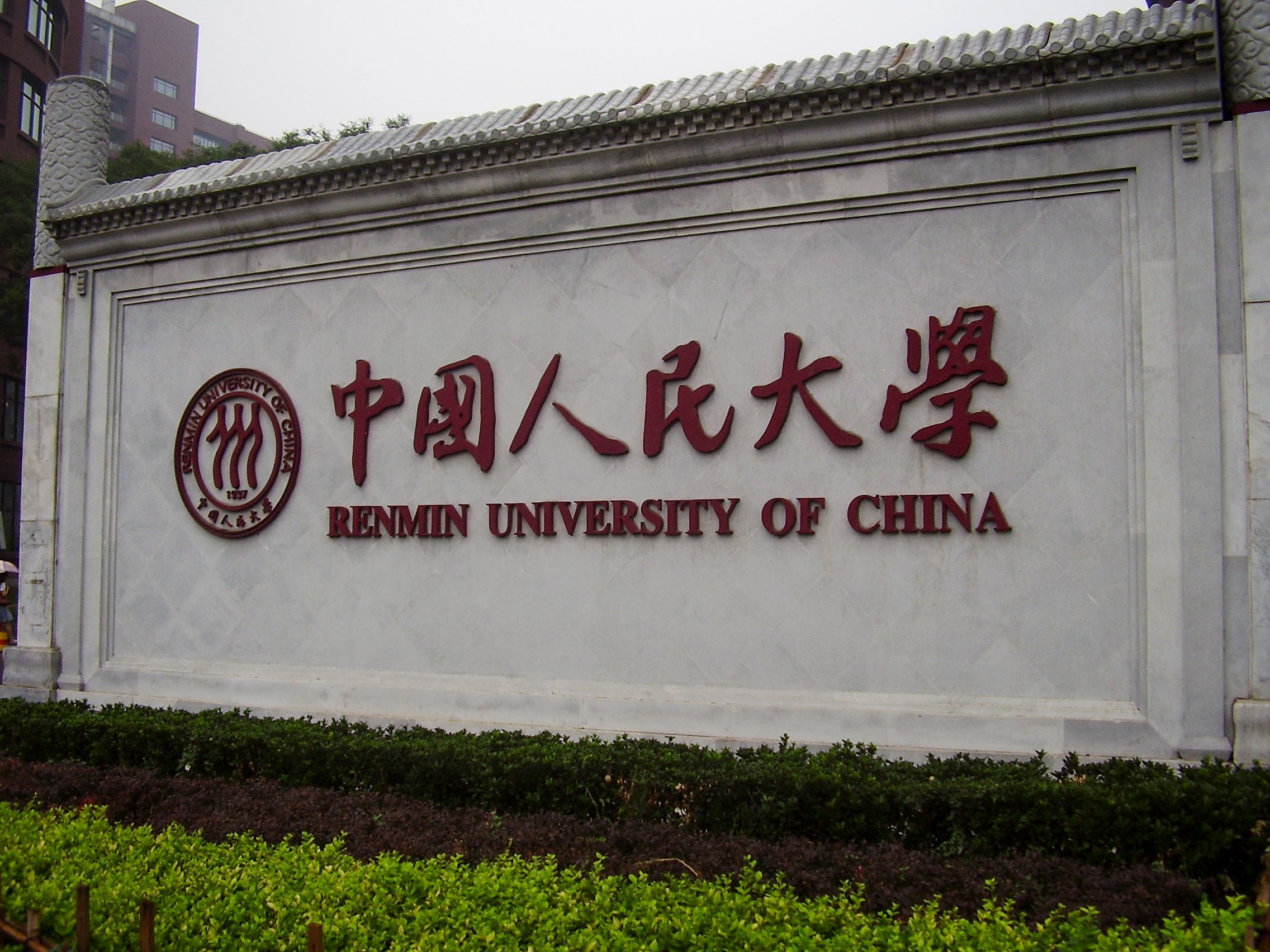
中国人民大学

## 沿革
中国人民大学は人文社会科学を主とし、一部理工学科を併設した総合大学で国家重点大学の内の1校でもある。学校の前身は抗日戦争中の1937年に誕生した陝北公学で、後に華北連合大学、北方大学から華北大学へと学校名を変更。
1950年10月3日、中国人民大学として正式に創立、中華人民共和国の建国後に設立された最初の大学である。初代学長は日本に留学し、帰国後は政治家、教育家として文字改革を推進した呉玉章。
1954年、教育部によって北京大学、清華大学等の5校と共に最初の国家重点大学に指定された。
1966年の文化大革命時に大学の機能は麻痺し、1970年には北京市革命委員会によって閉鎖され、1973年には完全に解散させられたが、文化大革命が終結した1977年に鄧小平の支持を得て再建された。
1995年に21世紀に向けて中国の100の大学に重点的に投資していくとした「211工程」の重点大学となり、2003年に211工程の中でも限られた重点大学に重点的に投資していくプログラム「985工程」の対象に、2017年には「双一流」大学の対象に指定された。
2009年8月に江蘇省蘇州市政府の協力のもとで、蘇州市工業園区独墅湖高教区に国際学院（蘇州研究院）を設立した。

## 「人大」の教員

### 歴代学長
1. 呉玉章（1950年 - 1966年）
2. 成仿吾（1978年 - 1984年）
3. 郭影秋（1983年 - 1985年）
4. 袁宝華（1985年 - 1991年）
5. 黄達（1991年 - 1994年）
6. 李文海（1994年 - 2000年）
7. 紀宝成（2000年 - 2011年）
8. 陳雨露（2011年 - 2015年）
9. 劉偉（2015年 -）

### 教員
- 石弘光名誉教授 - 財政学、元一橋大学学長
- 篠原総一客座教授 - 経済学、同志社大学名誉教授
- 山内進客座教授 - 法制史、元一橋大学学長

## 教育研究組織
- 人文学部
  - 哲学院
  - 文学院
  - 歴史学院
  - 国学院
  - 芸術学院
  - 外国語学院
  - 清史研究所
- 社会学部
  - 新聞学院 
  - 農業・農村発展学院
  - 社会・人口学院
  - 公共管理学院
  - 情報資源管理学院
  - 教育学院
- 経済学部
  - 経済学院
  - 財政金融学院
  - 統計学院
  - 商学院
  - 労働人事学院
  - 中仏学院
  - 漢青経済・金融高等研究院
  - 中国経済改革・発展研究院
  - 中国人民大学国家発展・戦略研究院
  - 国際学院（蘇州研究院）
  - 統計・ビッグデータ研究院
- 法政学部
  - 法学院
  - マルクス主義学院
- 国際関係学院
  - 知的財産権学院
  - 弁護士学院
  - アジア太平洋法学研究院
- 理工学部
  - 環境学院
  - 情報学院
  - 理学院
- 幹部養成学院
- 継続教育学院
- 国際教育学院

## 日本における協定校
- 愛知大学
- 愛媛大学
- 国際大学
- 鹿児島大学
- 関西学院大学
- 九州産業大学
- 九州大学
- 共立女子大学
- 熊本学園大学
- 熊本大学
- 慶應義塾大学
- 神戸大学
- 札幌学院大学
- 実践女子大学
- 上智大学
- 中央大学
- 東海大学
- 東京大学
- 同志社大学
- 東洋大学
- 日中学院
- 一橋大学
- 明治大学
- 立命館大学
- 龍谷大学
- 早稲田大学

## 著名な卒業生
- 劉鶴 - 中央政治局委員、国務院副総理（2018年3月 -）
- 劉延東 - 元中央政治局委員、国務院副総理（2013年3月 - 2018年3月）
- 馬凱 - 元中央政治局委員、国務院副総理（2013年3月 - 2018年3月）
- 劉強東 - 京東商城 (JD.com) 創始者兼CEO
- 張磊 - 高瓴資本創始者兼CEO
- 段永平 - 歩歩高集団 (BBKグループ) 董事長
- 李学凌 - 歓聚時代 (YY) 創始者兼CEO
- 王小波 - 小説家
- 康逸琨 - 「人民大学の女神」、人民大学の公式ホームページに掲載された美人学生
- 安達絵里 - 上海でMiMi Nail Designを経営する日本人ネイリスト、竹内亮監督の中国の人気ドキュメンタリー『我住在這里的理由』の125期 (20180809期)、126期 (20180816期)に出演
- グレース・ムガベ - ジンバブエの大統領ロバート・ムガベの妻[2][3]